# Pitirim (patriarcha Moskwy)
Pitirim (zm. 9 kwietnia?/19 kwietnia 1673) – ósmy (de facto dziewiąty) patriarcha moskiewski i całej Rusi, sprawujący urząd od lipca 1672 do śmierci.
Pierwsze wzmianki na jego temat dotyczą objęcia urzędu przełożonego monasteru Przemienienia Pańskiego i św. Eutymiusza w Suzdalu z godnością archimandryty. Następnie od 1654 do 1655 pełnił analogiczne obowiązki w moskiewskim Monasterze Nowospasskim. Od 1655 do 1664 był metropolitą krutickim. W latach 1658–1664 tymczasowo administrował Patriarchatem Moskiewskim, zastępując urzędującego patriarchę Nikona, który wycofał się z życia publicznego, nie rezygnując jednak ze sprawowanej godności.
W 1662 r. Nikon ekskomunikował Pitirima, oskarżając go o przekroczenie swoich kompetencji. Przyczyną tej decyzji był fakt, iż metropolita kruticki zorganizował w Święto Wjazdu Chrystusa do Jerozolimy tradycyjny przejazd na ośle, co było obowiązkiem patriarchy. Pitirim, chociaż jedynie go zastępował, przejechał przez miasto tak, jakby był urzędującym zwierzchnikiem Rosyjskiego Kościoła Prawosławnego. Mimo tej decyzji patriarchy Pitirim nadal pełnił dotychczasowe obowiązki, gdyż inni hierarchowie poparli go, oskarżając Nikona o samowolę; w rezultacie car Aleksy I zaczął protegować metropolitę krutickiego. Pitirim wziął następnie udział w przygotowaniach do sądu nad patriarchą Nikonem, zaś w czasie trwania procesu ostro krytykował jego działalność. Wbrew swoim oczekiwaniom, nie został jednak wybrany na następcę zdetronizowanego Nikona, gdyż Aleksy I uznał za najodpowiedniejszego kandydata przełożonego Ławry Troicko-Siergijewskiej, archimandrytę Joazafa.
Pitirim został patriarchą moskiewskim i całej Rusi po śmierci Joazafa w lutym 1672 r., jednak podeszły wiek i zły stan zdrowia uniemożliwiły mu rozwinięcie szerszej działalności. Formalnie pozostawał zwierzchnikiem Rosyjskiego Kościoła Prawosławnego do śmierci w kwietniu 1673 r., jednak faktyczny zarząd Cerkwi oddał w ręce metropolity nowogrodzkiego Joachima, który też objął po nim urząd patriarchy.

## Życiorys

### Wczesna działalność
Pochodził z Suzdala. W 1650 został mianowany przełożonym monasteru Przemienienia Pańskiego i św. Eutymiusza w tymże mieście z godnością archimandryty; był to ten sam monaster, w którym rozpoczynał życie mnisze. Po czterech latach uzyskał analogiczną godność w Monasterze Nowospasskim w Moskwie, co stanowiło niewątpliwy awans. Rok później został wyświęcony na biskupa sarskiego i natychmiast podniesiony do godności metropolity.

### Metropolita kruticki
12 sierpnia 1655 otrzymał godność metropolity krutickiego. W roku następnym towarzyszył wojskom cara Aleksego Romanowa w marszu pod Rygę jako pierwszy spowiednik cara i jego otoczenia. W drodze głosił prawosławne nauczanie ludności Inflant. W zakres jego obowiązków wchodziło odprawianie nabożeństw dla żołnierzy, opieka duchowa nad oficerami, a prawdopodobnie również wygłaszanie kazań dla wojska. W Połocku poznał Symeona Połockiego, który wspomniał o nim w wierszu powitalnym napisanym dla cara.
Według własnych świadectw brał udział w soborze Rosyjskiego Kościoła Prawosławnego w 1654 r. W 1657 r. ogłoszona została nominacja Pitirima na metropolitę biełgorodzkiego i obojańskiego, pierwszego ordynariusza nowo powołanej eparchii. Wiadomo jednak, że w lutym 1658 r. metropolita w dalszym ciągu przebywał w Moskwie i odprawiał nabożeństwa jako metropolita kruticki. Najprawdopodobniej oznacza to, że nigdy nie wyjechał do Biełgorodu, wbrew postanowieniom Synodu, lecz nie poniósł z tego tytułu kanonicznych konsekwencji (nominacja została cofnięta). Pitirim odmówił wyjazdu do Biełgorodu, nie chcąc rezygnować z zarządzania bogatą i położoną blisko Moskwy eparchią. Patriarcha Nikon czynił mu z tego tytułu wyrzuty, lecz bezskutecznie. Relacje z epoki opisują Pitirima jako człowieka pobożnego, nieangażującego się w wewnątrzcerkiewne konflikty, umiarkowanego w poglądach.
W tym samym roku doszło do otwartego konfliktu między carem Aleksym I i patriarchą moskiewskim i całej Rusi Nikonem. W jego rezultacie Nikon opuścił w lipcu 1658 r. Moskwę i zamieszkał w zbudowanym na swoje polecenie monasterze Nowe Jeruzalem. Pitirim był świadkiem demonstracyjnego porzucenia przez patriarchę swoich obowiązków. Nikon ogłosił bowiem odejście z urzędu podczas Świętej Liturgii, którą współsłużył z nim Pitirim. To metropolita kruticki poinformował Aleksego I o zajściu. 
Zarządzanie Kościołem, za zgodą Nikona, przeszło w ręce metropolity Pitirima, chociaż patriarcha formalnie nie zrzekł się tytułu. Jako strażnik tronu patriarszego Pitirim był częstym gościem na carskim dworze. W 1660 r. metropolita Pitirim z polecenia cara zwołał nowy sobór, podczas którego biskupi zgodzili się, że konieczny był wybór nowego patriarchy. Zgodzili się też, by strażnikiem tronu patriarszego do czasu elekcji pozostał Pitirim. Po soborze metropolita kruticki podczas sprawowanych nabożeństw przestał wspominać imię Nikona w momentach, gdy powinien modlić się za zwierzchnika swojej Cerkwi. 
W 1662 r. Nikon obłożył Pitirima ekskomuniką, twierdząc, że metropolita kruticki bezprawnie zorganizował w 1659 r. Moskwie tradycyjny przejazd na ośle w święto Wjazdu Chrystusa do Jerozolimy. Mimo ekskomuniki Pitirim nadal pełnił dotychczasowe obowiązki. Drugą przyczyną nałożenia klątwy kościelnej był fakt, iż w 1660 r. metropolita Pitirim przeprowadził chirotonię biskupa mścisławskiego Metodego, czego według kanonów również nie powinien był czynić. Rzucona na metropolitę krutickiego klątwa wywołała w 1662 r. protesty części wyższego duchowieństwa. Metropolita Pitirim w odpowiedzi skierował list do cara, w którym oceniał klątwę jako bezpodstawną. Car rozesłał wówczas do pozostałych biskupów zapytania o kanoniczność działań Pitirima. Hierarchowie w odpowiedziach skarżyli się na samowolę patriarchy Nikona, a samą klątwę uznali za nieważną. Sam Pitirim w liście do władcy nie formułował podobnych zarzutów. Prosił o sprawiedliwy osąd, nie uzasadniając w żaden sposób swoich wcześniejszych działań (przede wszystkim w kwestii przejazdu na ośle, gdyż przeprowadzoną chirotonię mógłby usprawiedliwić nadzwyczajną sytuacją panującą w Kościele). Jego postawa spodobała się carowi. Od 1661 r. był również locum tenens eparchii suzdalskiej, po usunięciu z tego urzędu biskupa Stefana, zwolennika Nikona. Postawie Stefana, który samowolnie opuścił swój sobór katedralny, poświęcony był sobór Rosyjskiego Kościoła Prawosławnego, który Pitirim prowadził w 1663 r.
Dzięki protekcji cara w sierpniu 1664 r. Pitirim został mianowany przez sobór biskupów metropolitą nowogrodzkim i wielkołuckim. Do Wielkiego Nowogrodu przybył w październiku tego samego roku. W lutym 1665 r. przewodniczył soborowi, który sądził metropolitę rostowskiego Jonasza za przyjęcie błogosławieństwa od Nikona już po jego odejściu z urzędu. Z jego inicjatywy rozebrano stare drewniane budynki w kompleksie rezydencji metropolity nowogrodzkiego i budynków administracyjnych eparchii, zastępując je nowymi, murowanymi. Wzniósł też nowe budynki gospodarcze. Polecił rozbudować cerkiew św. Jana Chryzostoma w Nowogrodzie Wielkim, a w miejsce drewnianej cerkwi Objawienia Pańskiego wzniósł cerkiew nadbramną na terenie rezydencji metropolity.

### Udział w sądzie nad patriarchą Nikonem
Pitirim brał udział w przygotowaniach do soboru, który w zamiarze Aleksego I miał ostatecznie potępić Nikona i przeprowadzić wybory nowego patriarchy. Być może brał udział w przygotowywaniu dokumentów soborowych i mów, jakie przedstawiciele Rosyjskiego Kościoła Prawosławnego wygłosili do cara i do obecnych na miejscu hierarchów z patriarchatów starożytnych. Razem z księciem Aleksiejem Trubieckim zaświadczał, że patriarcha, zapowiadając swoje odejście z urzędu, stwierdził, że będzie przeklęty, jeśli zapragnie wrócić do jego sprawowania. Świadectwo Pitirima miało zasadnicze znaczenie w przygotowywanym procesie Nikona, ponieważ gdyby udowodniono mu wypowiedzenie tej formuły, jego powrót na tron patriarszy w ogóle nie byłby możliwy. Inni świadkowie wystąpienia patriarchy (arcybiskup twerski Joazaf, biskup Serbskiego Kościoła Prawosławnego Gabriel, kilku przełożonych monasterów moskiewskich) nie potwierdzili słów metropolity nowogrodzkiego.
W 1666 r., na soborze z udziałem hierarchów starożytnych patriarchatów prawosławnych, ostro krytykował Nikona, mszcząc się za wcześniejszą ekskomunikę. Ten z kolei oskarżył Pitirima o próbę otrucia.
Po pozbawieniu Nikona urzędu miał nadzieję, że zostanie wybrany na jego następcę. Car Aleksy I uważał jednak, że nowym patriarchą powinna zostać osoba spoza episkopatu i zdecydował o wyborze przełożonego Ławry Troicko-Siergijewskiej, archimandryty Joazafa. Po wyborach nowego patriarchy Pitirim wrócił do Nowogrodu Wielkiego i zajął się wdrażaniem w eparchii postanowień soboru moskiewskiego, wzmacniających dyscyplinę wśród duchowieństwa i potwierdzających reformy Nikona. W 1668 r. skierował do duchowieństwa swojej eparchii gramotę zakazującą mnichom i mniszkom nocować w domach ludzi świeckich, zaś mnichom z monasteru św. Nila Stołobieńskiego zakazał posiadania alkoholu w celach. W 1671 r. zabronił duchownym opuszczania swoich parafii i podejmowania służby w innych cerkwiach bez nakazu władz cerkiewnych. W 1669 r. pobłogosławił zamiar mnicha Sawwacjusza, który poprosił go o zgodę na odbudowę Monasteru Szyłowskiego. 

### Patriarcha moskiewski i całej Rusi
Pitirim został wybrany na patriarchę po śmierci Joazafa, dzięki wyrażanej wcześniej wrogości wobec Nikona. Jego wybór ogłoszono 5 lipca 1672, zaś uroczysta intronizacja miała miejsce 7 lipca 1672. Pitirim długo odmawiał przyjęcia urzędu, powołując się na swój podeszły wiek i chęć spędzenia reszty życia spokojnie, w monasterze.
Pitirim jako metropolita nowogrodzki, a następnie patriarcha kilkakrotnie prosił Aleksego I o uwolnienie Fieodosiji Morozowej i jej siostry Jewdokiji Urusowej z więzienia, do którego zostały wtrącone z powodu wspierania ruchu staroobrzędowego. Car konsekwentnie odmawiał. W 1673 r. w jego obecności odbyła się dysputa teologiczna między Symeonem Połockim a mnichem Epifaniuszem (Sławinieckim) na temat preegzystencji Ciała i Krwi Pańskiej. W kwietniu 1673 r. spisał nową wersję testamentu - pierwszą przygotował jeszcze jako metropolita nowogrodzki. Prosił o to, by pochowano go w monasterze Przemienienia Pańskiego i św. Eutymiusza w Suzdalu oraz o to, by car nadal opiekował się nowogrodzkim soborem Mądrości Bożej.
Hierarcha zmarł po niepełnych dziesięciu miesiącach sprawowania urzędu. W okresie tym nie dokonał niczego znaczącego. Już w momencie wyboru Pitirim ciężko chorował i jeszcze w tym samym roku faktycznie oddał natychmiast zarząd Cerkwi w ręce metropolity nowogrodzkiego Joachima.
Pitirim został pochowany w soborze Zaśnięcia Matki Bożej na Kremlu moskiewskim.